# Purpendicular
Purpendicular je patnácté studiové album britské rockové skupiny Deep Purple. Jeho nahrávání probíhalo od února do října 1995 na Floridě a vyšlo v roce 1996. Jde o první album, na kterém hraje Steve Morse. V britském žebříčku se album umístilo nejlépe na 58. místě.

## Seznam skladeb
Autory všech skladeb jsou Ian Gillan, Steve Morse, Roger Glover, Jon Lord a Ian Paice.
| Pořadí | Název                                            | Délka |
| ------ | ------------------------------------------------ | ----- |
| 1.     | Vavoom: Ted the Mechanic                         | 4:16  |
| 2.     | Loosen My Strings                                | 5:57  |
| 3.     | Soon Forgotten                                   | 4:47  |
| 4.     | Sometimes I Feel Like Screaming                  | 7:29  |
| 5.     | Cascades: I'm Not Your Lover                     | 4:43  |
| 6.     | The Aviator                                      | 5:20  |
| 7.     | Rosa's Cantina                                   | 5:10  |
| 8.     | A Castle Full of Rascals                         | 5:11  |
| 9.     | A Touch Away                                     | 4:36  |
| 10.    | Hey Cisco                                        | 5:53  |
| 11.    | Somebody Stole My Guitar                         | 4:09  |
| 12.    | The Purpendicular Waltz                          | 4:45  |
| 13.    | Don't Hold Your Breath (bonus na japonské verzi) | 4:39  |

## Obsazení
- Ian Gillan – zpěv, harmonika
- Roger Glover – baskytara
- Jon Lord – varhany, klávesy
- Steve Morse – kytara
- Ian Paice – bicí